# Сергій (Михайленко)
Архієпископ Сергій  (в миру Михайленко Олександр Олександрович) народився 29 липня 1975 року.
День тезоіменитства: 18 липня
Постриг здійснений 20 квітня 1997 Агафангелом, митрополитом Одеським і Ізмаїльським в Свято-Іллінському чоловічому монастирі.
Ієрейська хіротонія проведена 5 червня 1997 Агафангелом, митрополитом Одеським і Ізмаїльським РПЦвУ в Успенському соборі Одеси.
Закінчив Одеську духовну семінарію (1997) та Київську духовну академію (2001)

## Біографія
Михайленко Олександр народився 29 липня 1975 р. в Донецьку в шахтарській родині. 1993 року закінчив щколу, одночасно закінчивши школу радіоелектроніки при ССОУ в Донецьку.
З 1993 по 1997 рр. навчався в Одеській духовній семінарії.
В 1997 р. був прийнятий в число братії Свято-Іллінського монастиря Одеси.
20 квітня 1997 р., напередодні Великого Понеділка Високопреосвященнішим Агафангелом, митрополитом Одеським і Ізмаїльським був пострижений в малу схиму з ім'ям Сергій, на честь преподобного Сергія Радонезького (18 липня н.ст.).
29 квітня 1997 року, в Світлий вівторок, митрополитом Одеським і Ізмаїльським Агафангелом в Свято-Іллінському чоловічому монастирі хіротонізований в сан ієродиякона.
5 червня 1997 року, у день свята Вознесіння Господнього, в Свято-Успенському кафедральному соборі Одеси хіротонізований в сан ієромонаха.
З 1997 по 2001 рр. навчався у Київській духовній академії.
1 квітня 1998 року указом Високопреосвященнішого Агафангела, митрополита Одеського і Ізмаїльського призначений благочинним Свято-Іллінського чоловічого монастиря Одеси.
20 квітня 1998 року возведений в сан ігумена.
15 квітня 1999 року удостоєний нагородження хрестом з прикрасами.
4 травня 2000 року возведений в сан архімандрита.
18 жовтня 2009 року удостоєний права носіння другого хреста з прикрасами.
З 1998 по 2002 рік — викладач Одеської духовної семінарії.
1 березня 2001 р. призначений настоятелем храму на честь Тихвінської ікони Божої Матері Свято-Андріївського подвір'я Одеси.
12 червня 2002 року указом Агафангела, митрополита Одеського і Ізмаїльського, призначений в.о. намісника Свято-Костянтино-Єленинського чоловічого монастиря Ізмаїла Одеської єпархії УПЦ МП.
27 грудні 2002 року синод УПЦ МП призначив його намісником Свято-Костянтино-Єленинського чоловічого монастиря Ізмаїла Одеської єпархії УПЦ МП.
6 жовтня 2014 року призначений благочинним храмів Ізмаїльського округу Одеської єпархії УПЦ МП. Високопреосвященнішим Агафангелом, митрополитом Одеським і Ізмаїльським нагороджений архіпастирською грамотою, «Відзнакою Митрополита Одеського і Ізмаїльського» у 2014 році, пам'ятним знаком, присвяченим «175-річчю Одеської Духовної Семінарії». Рішенням Синоду РПЦвУ від 27 жовтня 2015 року обраний єпископом Болградським, вікарієм Одеської єпархії.
10 листопада 2015 року у храмі на честь Всіх святих відбулося наречення архімандрита Сергія в єпископа Болградського, вікарія Одеської єпархії.
15 листопада 2015 року, за Божественною літургією в Спасо-Преображенському кафедральному соборі Одеси відбулася архієрейська хіротонія архімандрита Сергія, яку очолив митрополит Онуфрій.
17 серпня 2021 року возведений в сан архієпископа.
31 жовтня 2024 в числі 16 (із 52) правлячих і 15 (із 58) вікарних архієреїв УПЦ МП підписав заяву, в якій засудив анексію Російською Православною церквою Донецької єпархії, зняття її керівника митрополита Іларіона і заміни на росіянина, уродженця Рязанської області Росії, архієрея з Далекого Сходу.